# 보비 쿰스
레이몬드 프랭클린 "보비" 쿰스(영어: Raymond Franklin "Bobby" Coombs, 1908년 2월 2일~1991년 10월 21일)는 미국의 프로 야구 선수로, 메이저 리그 베이스볼(MLB)에서 우완 투수로 뛰었다. 1933년에 필라델피아 애슬레틱스 소속으로, 1943년에 뉴욕 자이언츠 소속으로 각각 메이저 리그 경기에 출전했다.